# Johann Stadlmayr
Johann Stadlmayr (Baviera, probabilmente vicino a Frisinga, 1575 circa – Innsbruck, 12 luglio 1648) è stato un compositore tedesco di musica sacra e maestro di cappella al servizio del principe del Tirolo.

## Biografia
Nel 1603 Stadlmayr ricevette un posto nell'orchestra di corte di Salisburgo e nel 1604 fu promosso maestro di cappella. Nel 1607 fu maestro di cappella sotto l'arciduca Massimiliano III d'Austria, nominato alla corte di Innsbruck. Dopo lo scioglimento dell'orchestra di corte con la morte di Massimiliano nel 1618, perse il suo incarico e riconquistò la carica di maestro di cappella solo nel 1624 sotto l'arciduca Leopoldo V, e dal 1632 sotto la sua vedova Claudia de' Medici. Tra i suoi allievi vi fu Abraham Megerle.
Un figlio di Johann Stadlmayr, Alfons I Stadlmayr, fu dal 1653 al 1673 rettore dell'Università di Salisburgo e dal 1673 al 1683 abate dell'abbazia di Weingarten e quindi prelato imperiale.

## Opere
La sua produzione comprende principalmente musica sacra come messe, mottetti, odi, introiti, vespri, antifone, salmi e magnificat. 21 delle sue opere sono state pubblicate da editori di Augusta, Monaco di Baviera, Passavia, Vienna, Ravensburg, Anversa e Innsbruck. Il suo contemporaneo Michael Praetorius lo descrisse come un "eccellente contrappuntista e musico". Nel 2018 sono state pubblicate per la prima volta cinque messe di Stadlmayr (Missae breves) nella collana Denkmäler der Tonkunst in Österreich, sulla base della prima edizione del 1641 e nella loro trasposizione nella notazione della partitura odierna e con una notizia critica.